# Desa Kedungsumber (administrativ by i Indonesien, lat -7,27, long 112,42)
Desa Kedungsumber är en administrativ by i Indonesien.   Den ligger i provinsen Jawa Timur, i den västra delen av landet, 600 km öster om huvudstaden Jakarta.